# Jānis Lūsēns
Jānis Lūsēns (7. april 1959 i Liepāja i Lettiske SSR) er en lettisk komponist.
Lūsēns har fået sin uddannelse ved Liepājas 1. mellemskole, Liepājas Emīļa  Melngaiļa musikmellemskole og Letlands Statskonservatorium under Jānis Ivanovs. Lūsēns grundlagde den lettiske instrumentale musikgruppe Zodiaks, og han er kendt for sine kompositioner for operaer og musikalske forestillinger.
Jānis Lūsēns er siden den 24. april 1998 Kavaler af Trestjerneordenen,